# Maré
|                                                                  |  |                                                                      |
| Maré alta em Alma, Novo Brunswick, Canadá (Baía de Fundy, 1972). |  | Maré baixa na mesma localidade e no mesmo dia (Baía de Fundy, 1972). |

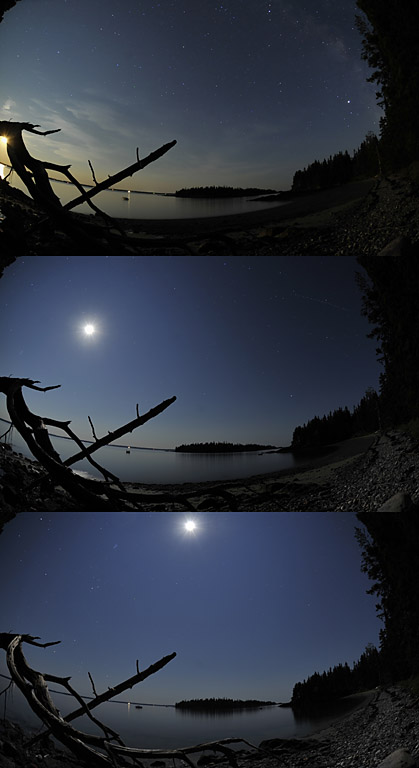
Na costa do Maine (Estados Unidos) a maré baixa ocorre grosso modo ao nascer da Lua e maré alta com a passagem meridiana da Lua. Essa situação corresponde a um modelo gravitacional simples de dois lobos de maré que na maior parte dos locais não se aplica por existir alteração de fase que se traduz num período de estabelecimento do porto mais ou menos longo

Marés são as alterações cíclicas do nível das águas do mar causadas pelos efeitos combinados da rotação da Terra com as forças gravitacionais exercidas pela Lua e pelo Sol (este último com menor intensidade, devido à distância) sobre o campo gravítico da Terra. Os efeitos das marés traduzem-se em subidas e descidas periódicas do nível das águas cuja amplitude e periodicidade é influenciada por factores locais.

## Descrição
A hora de ocorrência e amplitude da maré em cada local são influenciadas pelo alinhamento do Sol e da Lua, pelo padrão das marés no oceano profundo, pelos sistemas anfidrómicos dos oceanos e pela forma da linha de costa e batimetria das regiões costeiras adjacentes. Em consequência da combinação dos efeitos de todos esses factores, algumas regiões costeiras experimentam marés do tipo semidiurno, com dois ciclos de maré de amplitude semelhante em cada dia, enquanto outras regiões experimentam maré de ciclo diurno, com apenas um ciclo de maré em cada dia. Embora menos frequentes, alguns locais apresentam marés de "tipo misto", com dois ciclos de maré desiguais por dia, ou uma maré cheia e maré vazia desiguais.
A orientação da linha de costa e a sua geometria afectam a fase e amplitude dos pontos anfidrómicos bem como a formação e amplitude das ondas de Kelvin e das seichas nas baías, estuários e outras reentrâncias. Nos estuários e na foz dos cursos de água, o caudal proveniente do curso de água a montante influencia o fluxo de maré e a distância à cabeça de maré, ou seja ao limite de propagação da maré para o interior.
As marés variam em escalas de tempo vão desde algumas horas a vários anos devido a múltiplos efeitos. Para produzir registos acurados são utilizados marégrafos em pontos fixos onde a variação do nível das águas com o tempo é registada. Em geral os marégrafos estão concebidos para ignorar variações causadas por ondas com períodos inferiores a alguns minutos. Os dados recolhidos nas estações maregráficas são comparados com um nível fixo de referência (o datum local) geralmente referido ao nível médio do mar.
Embora as marés sejam geralmente a maior fonte de flutuações de curto prazo do nível do mar, este também está sujeito a outras forças, como as resultantes da interacção com o vento e as resultantes da variação da pressão barométrica, resultando em marés de tempestade (designação imprópria pois a subida do nível das águas nada tem a ver com a maré), especialmente em águas costeiras pouco profundas.
Os fenómenos de maré não se limitam aos oceanos, pois podem ocorrer em outros sistemas sempre que um campo gravitacional que varia no tempo e no espaço esteja presente. Por exemplo, a parte sólida da Terra é afectada pela maré terrestre, subindo e descendo ciclicamente, embora esses movimentos não sejam tão facilmente detectáveis como os movimentos da maré oceânica.

## Características

Acção das marés, mostrada de maneira exagerada para melhor entendimento.
A — situação isopotencial (sem maré); B — maré lunar; C — maré lunissolar

Visão esquemática da componente lunar das marés na Terra mostrando de forma exagerada as marés altas nos pontos sublunar e antipodal no caso hipotético de um oceano de profundidade constante e não confinado por terra. Nesses caso existiriam também lobos menores, superimpostos no lado voltado para o Sol e no lado oposto a este

Tipos de maré

Num campo gravitacional terrestre ideal, ou seja, sem interferências, as águas à superfície da Terra sofreriam uma aceleração idêntica na direcção do centro de massa terrestre, encontrando-se assim numa situação isopotencial (situação A na imagem). Mas devido à existência de corpos com campos gravitacionais significativos a interferirem com o da Terra (Lua e Sol), estes provocam acelerações que actuam na massa terrestre com intensidades diferentes. Como os campos gravitacionais actuam com uma intensidade inversamente proporcional ao quadrado da distância, as acelerações sentidas nos diversos pontos da Terra não são as mesmas. Assim (situação B e C na imagem) a aceleração provocada pela Lua têm intensidades significativamente diferentes entre os pontos mais próximos e mais afastados da Lua.
Desta forma as massas oceânicas que estão mais próximas da Lua sofrem uma aceleração de intensidade significativamente superior às massas oceânicas mais afastadas da Lua. É este diferencial que provoca as alterações da altura das massas de água à superfície da Terra.
Em consequência das diferenças na aceleração sofrida em consequência da variação da intensidade do campo gravítico, associada aos movimentos relativos da Terra em relação à Lua e ao Sol, as massas de água sofrem um conjunto de deformações que no caso dos oceanos resulta num ciclo de maré com as seguintes fases:
- O nível das águas do mar eleva-se durante várias horas, recobrindo a zona entremarés (ou zona intertidal), num fenómeno conhecido por enchente;
- O nível das águas atinge o seu ponto mais alto, fase designada por maré cheia, maré alta ou preia-mar; nesta fase pode ocorrer o reponto de maré, ou estofa, um curto período em que não há variação sensível no nível das águas;
- O nível do mar decresce durante várias horas, deixando progressivamente descoberta a zona entremarés, no fenómeno conhecido por vazante;
- O nível das águas atinge o seu ponto mais baixo, fase designada por maré baixa, maré vazia ou maré seca; nesta fase pode ocorrer novamente o reponto de maré, ou estofa, um curto período em que não há variação sensível no nível das águas.

As correntes oscilantes produzidas pelas marés são conhecidas por correntes de maré. O período entre o momento em que a corrente de maré cessa até reiniciar com inversão de sentido, isto é após dar a volta, é designado por estofo de maré (ou reponto de maré). Este fenómeno em geral acontece em torno da preia-mar e da baixa-mar, mas em algumas localidades a ocorrência do estofo da maré pode ocorrer significativamente do momento de preia-mar e da baixa-mar.
O ciclo de maré mais comum é de periodicidade semi-diurna, correspondente à ocorrência de dois ciclos completos de maré (duas marés-altas e duas marés-baixas) em cada dia. Embora com variações locais, nas marés semi-diurnas as marés oscilam num período médio de 12 horas e 24 minutos.
Outro ciclo relativamente comum é o de periodicidade diurna, correspondente à ocorrência de um único ciclo de maré em cada dia. Nos ciclos mistos, muito menos comuns, em cada dia ocorre um ou dois ciclos de maré muitos desiguais em altura e período.
Mesmo nos casos de marés semi-diurnas, os dois ciclos diários de maré apresentam alturas desiguais, sendo diferentes os níveis atingidas em cada uma das marés-altas (ou nas marés-baixas). Esta desigualdade diária aparece expressa nas tabelas de marés sendo frequente ser indicada uma preia-mar mais alta e uma inferior (o mesmo acontecendo com as correspondentes marés-baixas). Esta desigualdade diária entre marés é variável de ciclo para ciclo de maré, sendo geralmente mais pequena quando a Lua está próxima do equador celeste.
No caso dos ciclos diurnos e mistos, a desigualdade entre marés também se manifesta fazendo com que ciclos consecutivos tenham alturas distintas. A mesma dependência em relação à elevação da Lua faz com que a desigualdade seja menor quando esta esteja em posição equatorial.
Para além das variações intra-diárias e diárias, o ciclo de maré varia em amplitude em períodos longos, reflexo das variações da posição relativa da Terra face ao Sol e à Lua. Por essa razão é comum as tabelas de maré o valor médio da altura da maré baixa inferior, correspondente à média da altura da maré baixa mais baixa de cada dia ao longo de um ciclo lunar de 19 anos, o mesmo acontecendo com a média da altura da preia-mar mais alta de cada dia ao longo do mesmo ciclo. Outros valores que em geral estão presentes nas tabelas de marés, são as alturas das maré de sizígia e das marés perigeanas (ou marés de cabeça), as marés que ocorrem quando a Terra, o Sol e a Lua estão em alinhamento (ou seja em sizígia) e as que ocorrem em torno do momento em que a Lua está no perigeu. Estes valores são designados por médios por serem derivados a partir da média dos dados margráficos registados.
A altura das marés alta e baixa (relativa ao nível do mar médio) também varia com o ciclo lunar. Nas luas nova e cheia, as forças gravitacionais do Sol estão na mesma direcção das da Lua, produzindo marés mais altas e mais baixas, chamadas marés de sizígia. Nas luas minguante e crescente as forças gravitacionais do Sol estão em direcções diferentes das da Lua, anulando parte delas, produzindo pouca variação entre as marés alta e baixa (marés de quadratura).

## Terminologia
Nas tabelas de marés, textos sobre navegação e em muitos outros usos são utilizados múltiplos termos específicos que carecem de definição. São os seguintes os termos utilizados em referência às marés:
- Preia-mar (ou preamar) ou maré alta — o nível máximo atingido pelas águas de uma maré cheia;
- Baixa-mar ou maré baixa — nível mínimo atingido pelas águas após a vazante;
- Estofo ou estofa — também conhecido como reponto de maré, é o curto período que ocorre entre marés em que as correntes de maré desaparecem e não ocorre alteração sensível no nível das águas;
- Maré enchente — período entre uma baixa-mar e uma preia-mar sucessivas, durante o qual a altura das águas aumenta;
- Maré vazante — período entre uma preia-mar e uma baixa-mar sucessivas, quando a altura das águas diminui;.
- Altura da maré — altura do nível da água, num dado momento, em relação ao plano do zero hidrográfico;
- Elevação da maré — altitude da superfície livre da água, num dado momento, acima do nível médio do mar;
- Amplitude de marés — variação do nível das águas entre a preia-mar e a baixa-mar imediatamente anterior ou posterior;
- Maré de quadratura — maré de pequena amplitude que se segue ao dia de quarto crescente ou minguante;
- Maré de sizígia — as maiores amplitudes de maré verificadas quando o Sol e a Lua estão em sizígia, isto é, alinhados, e a influência desses astros se reforçam mutuamente, produzindo as maiores marés altas e as menores marés baixas;
- Zero hidrográfico — o nível de referência a partir da qual se define a altura da maré, variável em cada local e muitas vezes definida pelo nível da mais baixa das baixa-mares registadas (média das baixa-mares de sizígia) durante um dado período de observação maregráfica;
- Maré astronómica — a maré induzida pela atracção de corpos celestes, principalmente pela Lua e pelo Sol, assim designada para a distinguir de variações do nível do mar de origem eólica ou barométrica (impropriamente também designadas por marés);
- Linha comareal, co-mareal, cotidal ou cobrasmática — linha que corresponde à expressão cartográfica dos pontos onde a preia-mar (ou qualquer outra fase da maré) ocorre simultaneamente (atendendo a que cotidal é um anglicismo, em português deve-se dizer co-mareal);[10]

Em relação às marés astronómicas, previsíveis a muito longo prazo, as tabelas de marés e cartas de navegação utilizam as seguintes definições:
- Maré astronómica máxima — a máxima maré astronómica que pode ser prevista para uma dada localização (não levando assim em conta factores meteorológicos);[11]
- Maré viva média — a média de duas marés consecutivas em período de marés vivas;
- Maré morta média — a média de duas marés consecutivas em período de marés de quadratura (marés mortas);
- Nível médio do mar — a altura média das águas numa determinada localização determinada sobre a média de um período muito longo;
- Maré astronómica mínima — o nível mais baixo das águas que pode ser previsto a longo prazo para uma determinada localização; este valor é utilizado como datum local nas modernas cartas hidrográficas, mas note-se que em certas condições meteorológicas pode ocorrer a descida do nível das águas para níveis significativamente inferiores a esse valor.

## Constituintes harmónicas da maré

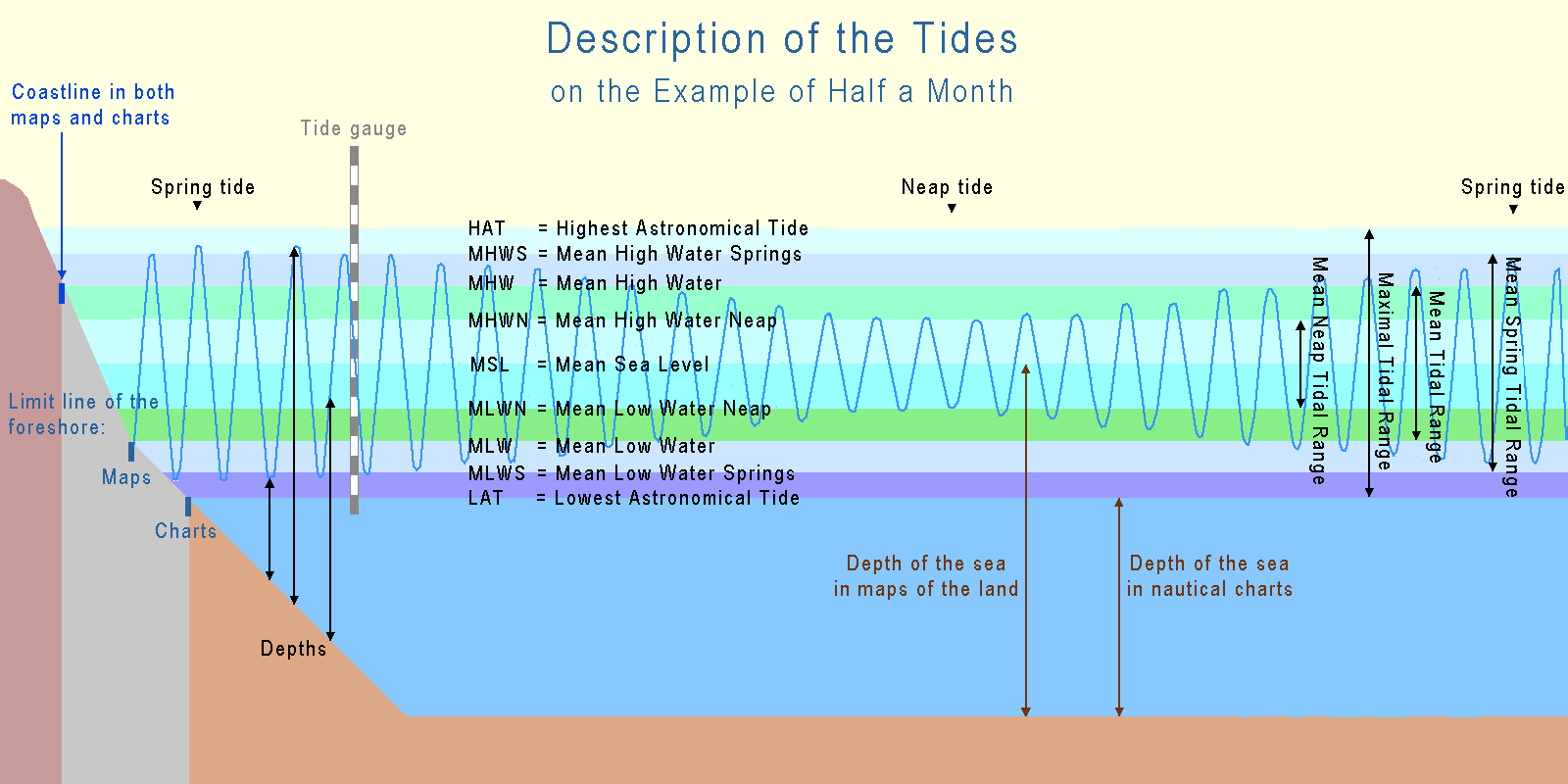
Ilustração da evolução da amplitude dos ciclos de maré no decurso de metade de um mês lunar

Matematicamente a maré é uma soma de sinusóides (ondas constituintes ou harmónicas) cuja periodicidade depende exclusivamente de factores astronómicos. Os constituintes harmónicos da maré são o resultado das múltiplas influências que afectam as mudanças de maré em determinados períodos de tempo. Os constituintes primários incluem a rotação da Terra, a posição da Lua e do Sol em relação à Terra, a elevação da Lua acima do equador da Terra e a batimetria e geomorfologia locais.
As variações com períodos de menos de metade do dia são designadas por de "constituintes harmónicos" enquanto que os constituintes com ciclos de dias, meses ou anos são referidos como constituintes de "longo período".
As forças de maré afectam toda a Terra, mas o movimento da litosfera corresponde a meros centímetros. Em contraste, a atmosfera é muito mais fluída e compressível, o que permite que a sua superfície se mova por quilómetros, sendo detectável na variação da altura acima da superfície terrestre de um qualquer nível específico de pressão atmosférica causada pela maré atmosférica.
Apesar das amplitudes poderem variar significativamente entre locais, os principais constituintes harmónicos das marés são os seguintes:
| Semi-diurnos           |             |                         |                           |
| Constituinte           | Período     | Amplitude vertical (mm) | Amplitude horizontal (mm) |
| M2                     | 12,421 hr   | 384,83                  | 53,84                     |
| S2 (solar semi-diurno) | 12,000 hr   | 179,05                  | 25,05                     |
| N2                     | 12,658 hr   | 73,69                   | 10,31                     |
| K2                     | 11,967 hr   | 48,72                   | 6,82                      |
| Diurnos                |             |                         |                           |
| Constituinte           | Período     | Amplitude vertical (mm) | Amplitude horizontal (mm) |
| K1                     | 23,934 hr   | 191,78                  | 32,01                     |
| O1                     | 25,819 hr   | 158,11                  | 22,05                     |
| P1                     | 24,066 hr   | 70,88                   | 10,36                     |
| φ1                     | 23,804 hr   | 3,44                    | 0,43                      |
| ψ1                     | 23,869 hr   | 2,72                    | 0,21                      |
| S1 (solar diurno)      | 24,000 hr   | 1,65                    | 0,25                      |
| Longo período          |             |                         |                           |
| Constituinte           | Período     | Amplitude vertical (mm) | Amplitude horizontal (mm) |
| Mf                     | 13,661 dias | 40,36                   | 5,59                      |
| Mm (mês lunar)         | 27,555 dias | 21,33                   | 2,96                      |
| Ssa (solar semi-anual) | 0,50000 ano | 18,79                   | 2,60                      |
| Nodo lunar             | 18,613 ano  | 16,92                   | 2,34                      |
| Sa (solar anual)       | 1,0000 ano  | 2,97                    | 0,41                      |

### Constituinte lunar semi-diurno principal (M2)

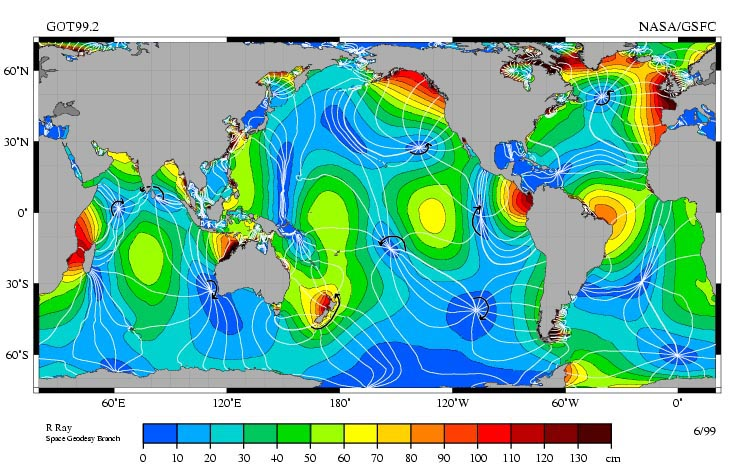
O constituinte de maré M_{2}. A amplitude é indicada pela cor. As linhas brancas são as co-mareais (ou cotidais) com diferença de 1 hora. As cores indicam os locais onde as marés apresentam as maiores amplitudes de maré (preiamar mais alta, baixa mar mais baixa), com o azul a corresponder às menores amplitudes. Em cerca de uma dezena de lugares do mapa as linhas convergem para um ponto rodeado por uma área de coloração azul, indicando marés de muito pequena amplitude ou a ausência de maré. Estes pontos de convergência são os pontos anfidrómicos. Os arcos curvos em torno dos pontos anfidrómicos mostram a direcção das marés, cada um indicando um período sincronizado de 6 horas. As marés geralmente aumentam com o aumento da distância em relação aos pontos anfidrómicos. As ondas da maré movem-se em torno desses pontos, geralmente no sentido anti-horário no Hemisfério Norte e no sentido horário no Hemisfério Sul.

Na maior parte dos locais afectados pela maré oceânica, o constituinte harmónico com maior amplitude é o "constituinte lunar semi-diurno principal", também conhecido como o constituinte de maré M2 (ou M2). Este constituinte tem um período de 12,421 horas, ou seja cerca de 12 horas e 25,2 minutos, exactamente metade de um dia de maré lunar, definido como o tempo médio que separa uma passagem lunar pelo meridiano do lugar da que imediatamente lhe sucede, ou seja o tempo necessário para que a Terra complete uma rotação inteira em relação à Lua.
Um simples relógio de maré permite prever este constituinte da maré, dada a sua estrita dependência em relação à posição da Lua. Tendo em conta que o dia lunar é mais longo que o dia terrestre, devido à Lua orbitar na mesma direcção da rotação da Terra, num processo análogo ao ocorre com o ponteiro dos minutos num relógio clássico que cruza o ponteiro das horas às 12:00 e novamente à 1:05½ (e não à 1:00), a passagem zenital da Lua fica progressivamente atrasada em cada ciclo cerca de 50 minutos. Ou seja, como a Lua orbita a Terra na mesma direcção que a Terra roda em torno do seu eixo de rotação demora mais de um dia (de 24,00 h) para que aquele astro cruze um mesmo meridiano terrestre (na realidade demora cerca de 24 horas e 50 minutos).
Durante esse período a Lua passa uma vez por cima do meridiano do lugar (culminação) e uma vez pelo meridiano oposto (a um ângulo horário de 00:00 e 12:00 respectivamente), razão pela qual, na maior parte dos lugares, o período de forçamento da maré mais forte é o acima mencionado, ou seja de cerca de 12 horas e 25 minutos. O momento de ocorrência da maré cheia não é necessariamente quando a Lua está mais próxima de zénite ou do nadir, mas, ainda assim, o período de forçamento determina o tempo entre sucessivos ciclos de maré.
Como o campo gravítico criado pela Lua enfraquece com a distância à Lua, a força exercida é ligeiramente mais forte do que a média no lado da Terra de frente para a Lua e ligeiramente mais fraca no lado oposto. A Lua, portanto, tende a "esticar" a Terra ligeiramente ao longo da linha que liga os dois corpos. A Terra sólida deforma-se pouco, mas a água dos oceanos, sendo fluída, é livre para se mover muito mais em resposta à força da maré, particularmente horizontalmente. À medida que a Terra gira, a magnitude e a direcção da força geradora da maré em qualquer ponto particular da superfície da Terra muda constantemente pelo que, embora o oceano nunca alcance o equilíbrio, nunca há tempo para o fluido atingir o estado de equilíbrio que eventualmente alcançaria se a força da maré fosse constante. Em consequência, a mudança de intensidade e direcção da força da maré provoca mudanças rítmicas na altura da superfície do mar em cada ponto.
Quando em cada ciclo de maré ocorrem duas marés altas com alturas diferentes (e duas marés baixas também de diferentes alturas), o padrão é chamado de "maré semi-diurna mista".

### Variação de amplitude (marés vivas e marés mortas)

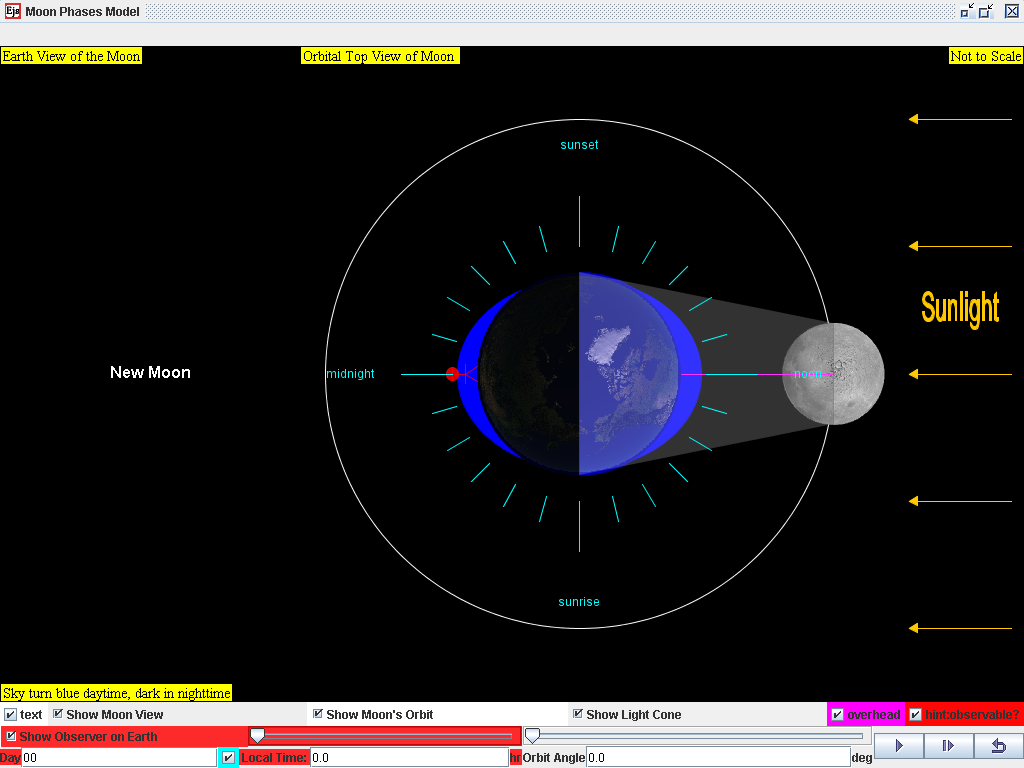
Maré viva: Sol e Lua no mesmo lado (0°)
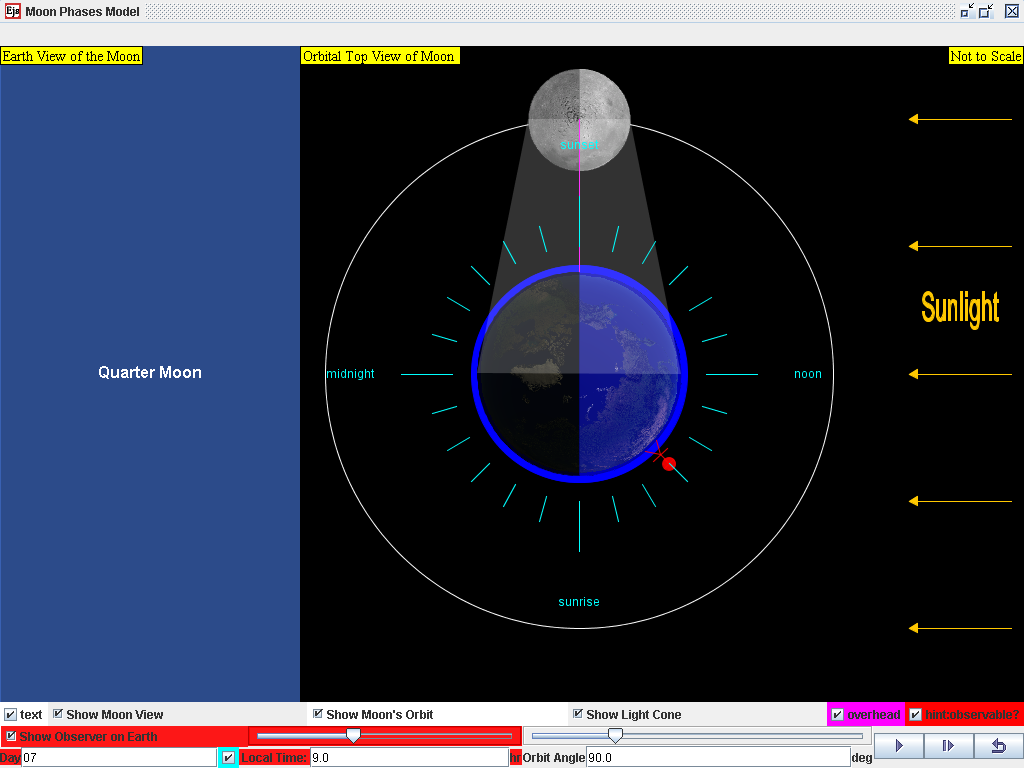
Maré morta: Sol e Lua a 90°
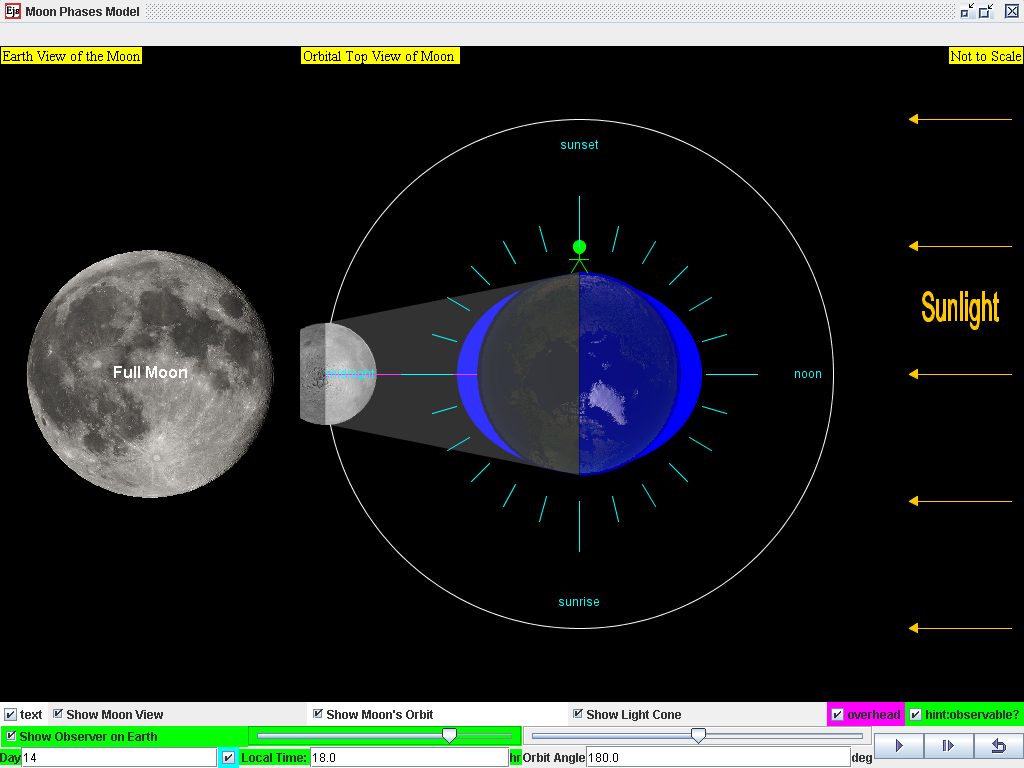
Maré viva: Sol e Lua em oposição (180°)
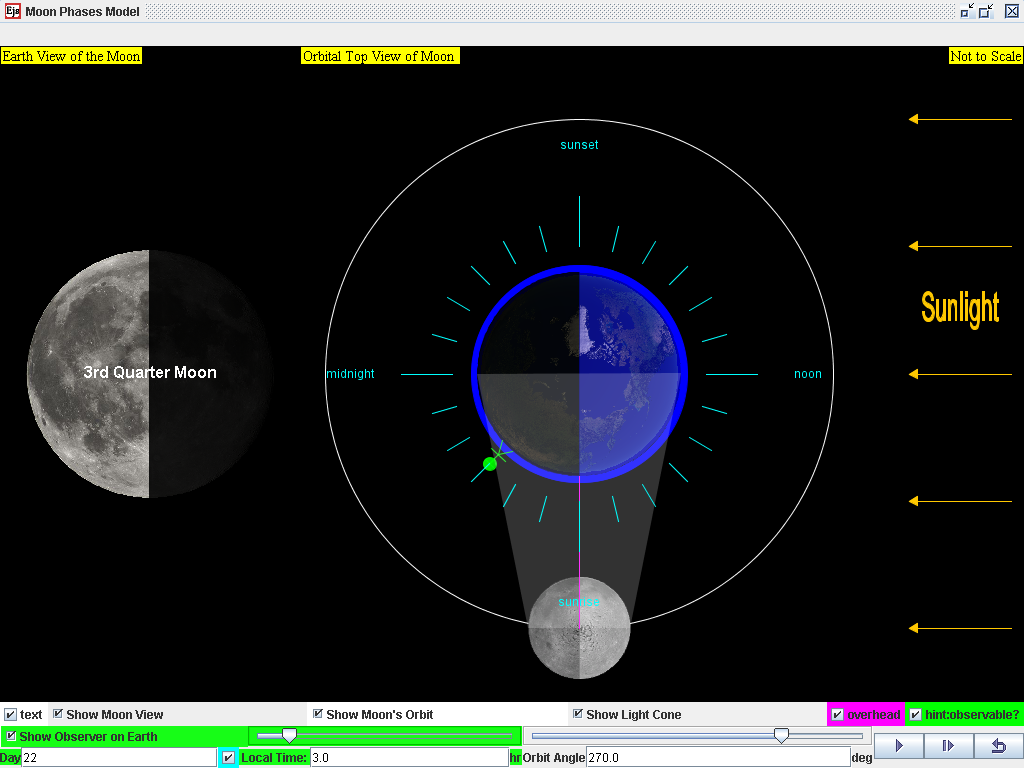
Maré morta: Sol e Lua a 270°
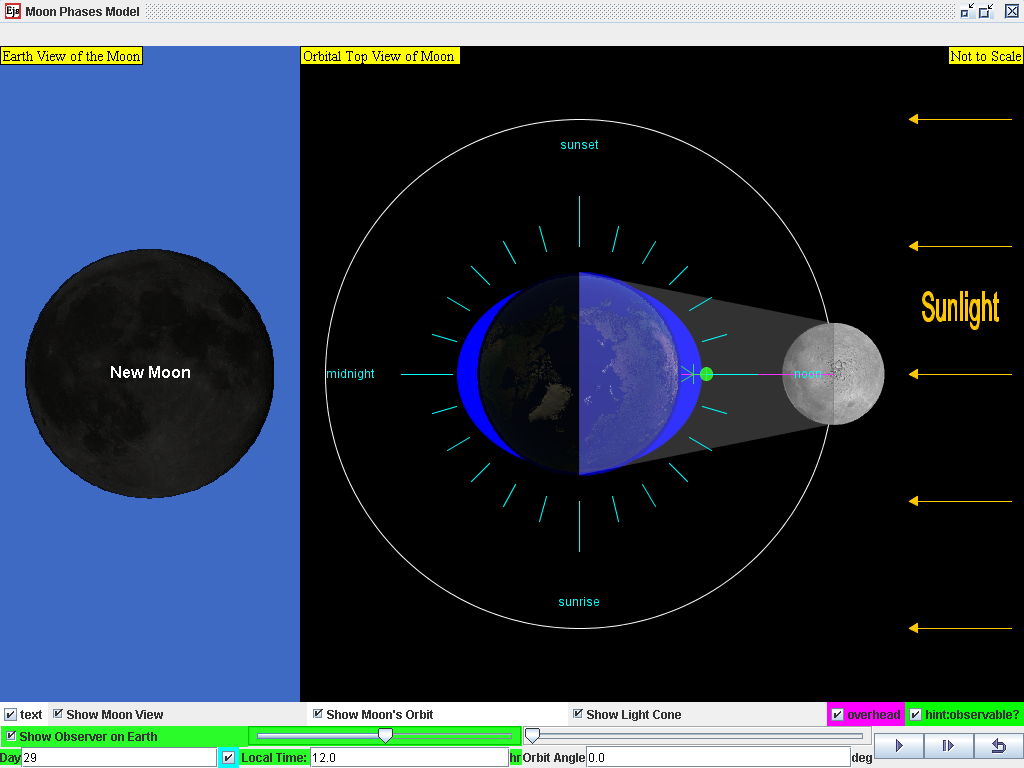
Maré viva: Sol e Lua do mesmo lado (recomeça o ciclo)

Os tipos de maré

Animação mostrando o movimento das marés face à rotação da Lua em torno da Terra (com o Sol à direita)

A amplitude semi-diurna (a diferença de altura entre a maré cheia e a maré vazia durante cerca de meio dia nos casos da maré semidiurna ou mista e de um dia nos restantes casos) varia com um ciclo de duas semanas. Aproximadamente duas vezes por mês, em torno de lua nova e da lua cheia, quando o Sol, a Lua e a Terra formam uma linha (uma configuração conhecida como sizígia), a força de maré devido ao Sol reforça a devido à Lua. A amplitude da maré atinge o seu máximo, num fenómeno conhecido por maré viva ou maré de cabeça.
Quando a Lua está numa das suas fases gibosas (quarto crescente ou quarto minguante), o Sol e a Lua forma um ângulo de 90° quando vistos da Terra. Em consequência, a soma vectorial das forças de maré de origem solar e lunar leva a que a resultante seja inferior por se cancelarem parcialmente. Nestes pontos do ciclo lunar a amplitude maré está no seu mínimo, dando origem às marés mortas
Em consequência desta variação da força de maré, resultado da sua natureza vectorial, as maré vivas produzem subidas e descidas das águas superiores à média (ou seja amplitudes de maré superiores à media) enquanto as marés mortas correspondem a subidas e descidas inferiores à média (amplitudes inferiores à média). O mesmo acontece com a estofa da maré, o período de menor corrente que ocorre na maré cheia e na maré vazia, que é mais curto nas marés mortas do que nas marés vivas. Também as correntes de maré são mais intensas nas marés vivas do que nas marés mortas.

### Distância lunar
A variação da distância que separa a Terra da Lua também afecta a amplitude da maré, dada a natureza do campo gravítico. Quando a Lua está mais próxima da Terra, no perigeu, a amplitude aumenta, e quando está mais longe, no apogeu, a amplitude diminui. Em cada 7+1⁄2 lunações (o ciclo completo da Lua, de lua cheia a nova lua cheia) o perigeu coincide com uma lua nova ou com uma lua cheia. Esta coincidência entre a fase da lua e o momento do perigeu causa uma maré viva perigeana com a maior amplitude de maré astronomicamente determinada. Mas apesar das forças de maré estarem no seu máximo durante estas marés vivas perigeanas, ainda assim estas forças são fracas, causando, no melhor dos casos, diferenças de amplitude de apenas algumas dezenas de centímetros.

### Outros constituintes
Entre os outros constituintes que contribuem para a forma e amplitude do ciclo de maré incluem-se os efeitos gravitacionais solares, a obliquidade (inclinação) do equador da Terra e do seu eixo de rotação, a inclinação do plano da órbita lunar e a forma elíptica da órbita terrestre em torno do Sol.
Uma maré composta (ou sobremaré) resulta da interacção superficial de duas ondas de forçamento.

### Fase e amplitude
Como o constituinte de maré M2 domina na maioria dos locais, o estágio ou fase de uma maré, denotado pelo tempo em horas após a preiamar, é um conceito útil. Sendo a evolução da maré uma curva sinusoidal, fase da maré também é medido em graus, com 360° por ciclo de maré. Cada uma das linhas de fase de maré constante é designada por linha co-mareal (por vezes linha cotidal ou cobrasmática), um conceito análogo ao subjacente às curvas de nível representativas da altitude constantes dos mapas topográficos.
A preiamar é alcançada simultaneamente ao longo das linhas co-mareais que se estendem da costa para o oceano, e estas linhas (e em consequência as correspondentes fases da maré) avançam ao longo da costa. Os constituintes semi-diurnos e de fase longa são medidos diariamente a partir da preiamar, ou seja a partir do momento de máxima elevação das águas. Contudo, este conceito, quando assim definido, é apenas precisamente verdadeiro para um único componente de maré de cada vez.
Para um oceano teórico que tivesse a forma de uma bacia de contorno circular cercada por um litoral sem aberturas, as linhas co-mareais apontariam radialmente para dentro e eventualmente convergiriam para um ponto comum, o ponto anfidrómico.
O ponto anfidrómico é ao em ao mesmo tempo e em simultâneo um ponto co-mareal para a preiamar e para a maré baixa, condição que apenas é satisfeito por um movimento de maré nulo, isto é sem variação da elevação. A rara excepção ocorre quando a maré circunda uma ilha, como acontece em torno da Nova Zelândia, Islândia e Madagáscar. A amplitude das marés geralmente diminui com o afastamento em relação às costas continentais, de modo que o cruzamento das linhas com-areais são contornos de amplitude constante (metade da distância entre a preiamar e e baixa mar) que diminuem para zero no ponto anfidrómico. Para uma maré semi-diurna, o ponto anfidrómico pode ser pensado, grosso modo, como o centro de um relógio, com o ponteiro das horas apontando na direcção da linha co-mareal de preiamar, que fica directamente em frente (a 180°) da linha co-mareal de baixa mar.
A co-mareal correspondentes à preiamar gira sobre o ponto anfidrómico uma vez em cada 12 horas, na direcção do aumento das linhas co-mareais, afastando-se das linhas co-mareais de vazante. Esta rotação é geralmente no sentido horário no Hemisfério Sul e no sentido anti-horário no Hemisfério Norte, em consequência do efeito Coriolis. A diferença da fase co-mareal da fase de uma maré de referência é a "época". A maré de referência é o constituinte hipotético de uma "maré de equilíbrio" numa Terra sem continentes medida as 0° de longitude, ou seja na intercepção da linha com-mareal com o meridiano de Greenwich.
No Atlântico Norte, porque as linhas co-mareais circulam no sentido anti-horário em torno do ponto anfidrómico, a maré alta passa pelo porto de Nova York aproximadamente uma hora antes de passar pelo porto de Norfolk (Virgínia). Ao sul do Cabo Hatteras, as forças de maré são mais complexas e não podem ser previstas de forma confiável com base nas linhas co-mareais do Atlântico Norte.

## Física das marés

### Historial da física das marés
O conhecimento da correlação entre as marés e os astros, especialmente a Lua, é provavelmente um dos primeiros conhecimentos astrofísicos da Humanidade. Esse conhecimento, pelo menos para as populações das costas oceânicas, resulta da observação directa da correlação aproximada entre a posição da Lua e a ocorrência local da preiamar e da baixa mar no mesmo local. Igual conhecimento resulta da observação da óbvia coincidência das marés vivas e mortas com as fases da Lua.
Um exemplo do resultado dessa observação é o conhecimento muito detalhada da relação entre a Lua e marés obtido por vários povos marítimos, especialmente na periodicidade de longo prazo de acordo com as fases da Lua e estações do ano, já tinha sido obtido, entre outros povos, pelas civilização da antiga Índia, pelos fenícios e pelo povo da antiga Cária. O navegador e explorador grego Píteas já conhecia a relação entre a Lua e as marés.
O astrónomo grego Seleuco de Selêucia explicitou no século II a.C. uma visão heliocêntrica do mundo com base na visão de Aristarco de Samos, e com base nela construiu, por volta do ano 150 a.C., uma teoria das marés de base lunar. Um extenso e aprofundado trabalho de Posidónio, elaborado no século I a.C., entretanto perdido e apenas conhecido a partir de citações antigas, pode-se concluir que a obra já continha a teoria lunissolar para a explicação dos efeitos diários e mensais da maré devido à acção mútua dos três corpos celestes. Dada a atenção despertada, a tentativa de explicação da física das marés desempenhou um importante papel no desenvolvimento inicial do heliocentrismo e da mecânica celeste.
Na Europa medieval a o entendimento do fenómeno das marés foi essencialmente baseado na astronomia islâmica, sendo a visão europeia profundamente influenciada pelos trabalhos dos astrónomos islâmicos, que a partir do século XII foram sendo disponibilizados através de traduções para latim. Abu Ma'shar (falecido c. 886), na sua obra Introductorium in astronomiam, ensinava que a subida e descida da maré eram fenómenos causados pela Lua (confirmando Beda (f. 736) que na Europa também tinha deduzido que a Lua estaria envolvida no ciclo da maré). Abu Ma'shar discutiu na sua obra os efeitos do vento e das fases da Lua em relação ao Sol sobre as marés. No século XII, o filósofo andalusino Alpetrágio (f. c. 1204) contribuiu com a noção das marés serem causada pela circulação geral dos astros.
No século XIV Jacopo de Dondi (dall'Orologio), pai de Giovanni de Dondi (dall'Orologio), publicou a obra De fluxu et refluxu maris, provavelmente inspirado por fontes greco-bizantinas. Nesta obra explica-se a existência de duas marés diárias com base na atracção da Lua.
No século XVI foi publicado por Andrea Cesalpino, na sua obra Quaestiones Peripatetica (1571), uma explicação das marés com base no movimento da Terra, invocando uma oscilação semelhante à maneira como água num balde oscila em resposta à aceleração a que fique sujeita.
Simon Stevin, em 1590, atribuiu a causa das marés à atracção da Lua sobre a massa de água. Na sua obra publicada em 1608, intitulada De spiegheling der Ebbenvloet, apresentou uma teorização do fenómeno da subida e descida da maré, refutando um grande número de conceitos errados que ao tempo existiam em torno do fenómeno das marés. Stevin defendeu a ideia de ser a atracção da Lua a força responsável pelo ciclo de maré e explicitou, em termos claros, os conceitos de enchente, vazante e preiamar e clarificou os conceitos de maré viva (maré de cabeça) e maré morta, reafirmando a necessidade de mais investigação sobre o assunto.
Johannes Kepler esboçou em 1609, no prefácio da sua obra Astronomia Nova, uma teoria da gravidade, afirmando que toda a matéria se atrai mutuamente, de modo que a atracção causada pela massa da Lua seria a causa das marés do oceano. Com base em atigas observações e correlações, Kepler já tinha interpretado correctamente, embora apenas de forma qualitativa, a razão pela qual as marés apresentam amplitude diferente consoante a fase da Lua e se comportam de forma diferente em diferentes costas conforma a posição relativa da Lua, mas apenas conseguia explicar as situações em que ocorria um ciclo de maré por dia. Este conhecimento fora originalmente mencionado na obra de Ptolemeu intitulada Tetrabiblos como sendo derivada de antigas observações.
Em 1614, Claude d'Abbeville publicou a obra "Histoire de la mission de pères capucins en l’Isle de Maragnan et terres circonvoisines", onde mostrou que os Tupinambás já entendiam a relação da Lua com as marés antes da Europa.
Por sua vez, Galileo Galilei rejeitou a explicação de Kepler sobre as marés e negou qualquer influência da Lua sobre as marés. Na sua obra de 1616 intitulada Discorso sopra il flusso e reflusso del mare (inédito), e posteriormente na obra Diálogo sobre os dois principais sistemas do Mundo, publicada em 1632 e cujo título de trabalho era Diálogo sobre as marés, afirmou que as marés eram resultado da rotação da Terra em conjugação com a órbita da Terra em torno do Sol. Na visão de Galilei, o Sol quando visto do lado do diurno da Terra teria um movimento mais lento do que quando visto do lado nocturno, sendo as marés resultado das diferentes acelerações. Contudo, também apenas conseguia explicar um ciclo de maré em cada dia. A teoria resultante, no entanto, era incorrecta, pois atribuía as marés à oscilação de água causada pelo movimento da Terra ao redor do sol, tentando assim fornecer uma prova mecânica do movimento da Terra. O valor de sua teoria das marés foi contestado pelos astrónomos posteriores.
Também René Descartes, no século XVII, ofereceu uma explicação para o mecanismo causador das marés, atribuindo o fenómeno ao atrito com o éter luminífero que existiria entre a Terra e a Lua. Esta teoria, no entanto, foi rapidamente refutada.
Foi Isaac Newton (1642–1727) que em 1687, na sua obra Philosophiae Naturalis Principia Mathematica (Princípios Matemáticos da Filosofia Natural), propôs o modelo explicativo assente no conceito de um sistema de dois corpos, no caso a Terra e Lua, girando em torno de um centro de gravidade comum, o centro de massa (ou baricentro) do sistema Terra-Lua. Utilizando esse modelo conceptual, conseguiu pela primeira vez calcular para diferentes lugares da Terra as forças resultantes da interacção do campo gravítico terrestre com os campos gravíticos da Lua e do Sol e, a partir da força resultante, a consequente deformação da superfície do mar, o que permitiu, pela primeira vez explicar a existência de dois ciclos de maré por dia. A explicação publicada por Isaac Newton para a formação das marés (e muitos outros fenómenos) incluída nos Principia (1687) faz uso da lei da gravitação universal para explicar as atracções lunar e solar como a origem das forças geradoras das marés.
Newton, como outros antes de Pierre-Simon Laplace, abordou o problema das marés na perspectiva de um sistema estático (com base na teoria do equilíbrio), a qual apenas permite uma aproximação que descrevia as marés que ocorreriam num oceano não inercial que cobrisse uniformemente toda a Terra. A força geradora de marés (ou o seu correspondente potencial) continuam a ser considerados relevantes para a teoria das marés, mas como uma quantidade intermédia (função de forçamento) e não como o resultado final. Para explicar totalmente o fenómeno a teoria deve também considerar o conjunto das respostas dinâmicas da Terra às forças geradoras de maré que lhe são aplicadas, cuja resposta é influenciada pela profundidade do oceano, a rotação da Terra e por múltiplos outros factores.
Em 1740, a Académie Royale des Sciences de Paris ofereceu um prémio para o melhor ensaio teórico sobre o fenómeno das marés. Daniel Bernoulli, Leonhard Euler, Colin Maclaurin e Antoine Cavalleri partilharam o prémio.
Colin Maclaurin usou a teoria da gravidade de Newton para mostrar que uma esfera lisa recoberta por um oceano suficientemente profundo quando sujeita à força geradora de maré de um único corpo deformador é um esferóide prolato (essencialmente uma oval tridimensional) com o eixo maior dirigido em direcção ao corpo deformador. Maclaurin foi também o primeiro a escrever sobre os efeitos rotacionais resultantes do movimento de rotação da Terra. Por sua vez, Leonhard Euler postulou que a componente horizontal da força geradora da maré (mais do que a componente vertical) determina a maré.
Em 1744, o físico francês Jean le Rond d'Alembert estudou a aplicação das equações de maré à atmosfera terrestre, sem contudo incluir os efeitos a rotação da Terra.
Daniel Bernoulli, Leonhard Euler, Pierre-Simon Laplace e Thomas Young aprofundaram os conceitos propostos por Newton, alargando a sua aplicação de forma a ter em consideração o efeito das correntes, recuperando e integrando as abordagens de Cesalpino e de Kepler. Deve-se a Euler a derivação de uma explicação matemática dos fenómenos de vibração forçada e de ressonância, cuja aplicação aos processos de geração da maré foi posteriormente descrita por Thomas Young, que completou a sua análise matemática.
Apesar desses avanços e da formulação matemática precisa do fenómeno, as previsões obtidas por cálculo foram no entanto, muito imprecisas. Os resultados obtidos apenas foram ganhando gradualmente precisão partir de meados do século XIX, com o aumento do conhecimento sobre a mecânica das oscilações forçadas em líquidos em movimento, bem como um melhor conhecimento das massas dos corpos celestes envolvidos.
Um exemplo das dificuldades de previsão ocorreu em 1770, quando a barca HMS Endeavour, comandada por James Cook, encalhou na Grande Barreira de Coral ( a Great Barrier Reef). As tentativas para a colocar em flutuação na preiamar seguinte falharam, mas na enchente que se seguiu àquela o navio foi levantado o suficiente para se safar do encalhe com facilidade. Enquanto a barca estava a ser reparada na foz do rio Endeavour (Endeavour River), Cook observou o andamento dos ciclos de maré durante um período de sete semanas. Na fase de marés mortas, ambas as marés do dia eram similares, mas nas marés vivas a maré subiu 2,1 m (7 pés) no ciclo da manhã e 2,7 m (9 pés) ao anoitecer.
Pierre-Simon Laplace formulou pela primeira vez um sistema de equações diferenciais parciais relacionando o fluxo horizontal do oceano com a elevação da superfície, estabelecendo assim a primeira teoria dinâmica da geração de marés num corpo de água. As equações de maré de Laplace continuam em uso na actualidade. William Thomson, 1.º barão Kelvin, reformulou as equações de Laplace em termos de vorticidade, o que permitiu soluções que descrevem ondas estacionárias costeiras excitadas pela maré, conhecidas por ondas de Kelvin.
Outros, incluindo Kelvin e Henri Poincaré desenvolveram e completaram a teoria de Laplace. Com base nesses desenvolvimentos e na teoria lunar de Ernest William Brown (que descreve os movimentos da Lua), Arthur Thomas Doodson desenvolveu e publicou em 1921 o primeiro desenvolvimento moderno das equações descritivas do potencial gerador de maré em forma harmónica, distinguindo 388 frequências, correspondentes a outros tantos constituintes harmónicos. Alguns dos seus métodos continuam em uso na previsão das marés.
| Séc. I a. C. | Posidónio                         | Explicitação que a Lua tem mais influência sobre as marés do que o Sol.                              |
| 1590         | Simon Stevin                      | Explicitação da atracção da Lua.                                                                     |
| 1609         | Johannes Kepler                   | Descrição da atracção gravítica da Lua.                                                              |
| 1616/1632    | Galileo Galilei                   | Teoria cinemática das marés.                                                                         |
| século XVII  | René Descartes                    | Teoria do atrito do "éter" entre a Terra e Lua.                                                      |
| 1687         | Isaac Newton                      | Cálculo da força gravitacional da Lua e do Sol.                                                      |
| 1740         | Daniel Bernoulli                  | Teoria do equilíbrio energético das mares.                                                           |
| 1740         | Leonhard Euler                    | Teoria das oscilações forçadas aplicada à maré.                                                      |
| 1799         | Pierre-Simon Laplace              | Explicação da dinâmica das marés.                                                                    |
| 1824         | Thomas Young                      | Teoria baseada na fórmula integral das oscilações forçadas.                                          |
| 1831         | William Whewell                   | Maremotos e ondas de maré.                                                                           |
| 1842         | George Biddell Airy               | Teoria das marés com base numa bacia oceânica de morfologia simples e com uma profundidade uniforme. |
| 1867         | William Thomson, 1.º barão Kelvin | Análise harmónica das marés.                                                                         |
| século XX    | Sydney Hough                      | Teoria dinâmica das marés incluindo o efeito de Coriolis.                                            |

### Forças

O campo vectorial da variação da gravidade lunar à superfície da Terra é conhecido por força geradora de maré. Este é o principal mecanismo que impulsiona a acção das marés e explica as duas protuberâncias de maré equipotenciais, que representam duas marés cheias diárias

A força de maré produzida por um objecto massivo, como a Lua, sobre uma pequena partícula localizada sobre ou no interior de um corpo também massivo, como a Terra, é a diferença vectorial entre a força gravitacional exercida pelo objecto sobre a partícula e a força gravitacional que seria exercida sobre a partícula se esta estivesse localizada no centro de massa do corpo. Aplicando esta definição ao sistema Terra-Lua, a força de maré exercida sobre uma partícula localizada próximo da superfície terrestre é a diferença vectorial entre a força gravitacional exercida pela Lua sobre a partícula e a força gravitacional a que a partícula estaria sujeita se localizada no centro de massa da Terra.
A força gravitacional solar exercida sobre a Terra é em média 179 vezes mais intensa do que a lunar, mas porque o Sol está em média cerca de 389 vezes mais longe da Terra, o seu gradiente de campo é mais fraco. Em consequência, à superfície da Terra a força de maré de origem solar representa cerca de 46% da força de origem lunar, ou seja a intensidade força de maré de origem lunar é cerca de 2,21 vezes maior do que a equivalente de origem solar. Numa linguagem mais precisa, a aceleração gerada pela força de maré lunar à superfície da Terra ao longo da linha que une os centros de massa da Lua e da Terra é cerca de 1,1 × 10−7 g, enquanto que a aceleração devida À força de maré de origem solar (ao longo do eixo Terra-Sol, à superfície da Terra) é cerca de 0,52 × 10−7 g, onde g é a aceleração gravitacional à superfície da Terra. Para além do Sol e da Lua, o planeta Vénus é o astro que gera a maior aceleração de maré, com apenas 0,000113 vezes o efeito solar.
A superfície do oceano pode ser fielmente representada por uma superfície equipotencial (ignorando as correntes oceânicas), comummente referida como o geóide. Uma vez que a força gravitacional é igual ao gradiente do potencial, não existem forças tangentes àquela superfície. Em consequência, a superfície do oceano está em equilíbrio gravitacional.
Naquelas circunstâncias, quando se considera o efeito de corpos externos com grande massa, como a Lua e o Sol, geradores de fortes campos gravitacionais que diminuem com a distância, o resultado é a geração de forças que agem para alterar a forma da superfície equipotencial à superfície da Terra. Esta deformação tem uma orientação espacial fixa em relação ao corpo influente. A interacção da rotação da Terra com essas forças causa o ciclo diário da maré.
Embora as forças gravitacionais sigam uma lei do inverso do quadrado (a força é inversamente proporcional ao quadrado da distância), as forças de marés são inversamente proporcionais ao cubo da distância. A superfície do oceano move-se em consequência da mudança do equipotencial de maré, aumentando quando o potencial de maré é alto, o que ocorre nas partes da Terra mais próxima e mais distante da Lua. Quando o equipotencial da maré muda, a superfície do oceano deixa de estar alinhada com a força de maré, de modo que a direcção aparente das variações verticais é alterada. A superfície então experimenta uma inclinação descendente, na direcção em que o equipotencial aumentou.